# Instytut Filozofii Rosyjskiej Akademii Nauk
Instytut Filozofii Rosyjskiej Akademii Nauk (ros. Институт философии Российской академии наук) – instytut badawczy Rosyjskiej Akademii Nauk z siedzibą w Moskwie. Został założony w 1929 roku. Po włączeniu Akademii Komunistycznej w skład Akademii Nauk ZSRR w 1936 roku utworzono Instytut Filozofii AN ZSRR. Od 1991 instytut wchodzi w skład Rosyjskiej Akademii Nauk.
Podstawowym celem działania instytutu jest prowadzenie zaawansowanych badań w zakresie filozofii. Oprócz działalności naukowej Instytut prowadzi działalność edukacyjną i wydawniczą. Za czasów II wojny światowej instytut wydał podręcznik „Historia filozofii”, wyróżniony Nagrodą Stalinowską . Od 1947 roku instytut wydaje czasopismo filozoficzne Woprosy fiłosofii.
Dyrektorzy Instytutu